# Nycteola nigra
Nycteola nigra är en fjärilsart som beskrevs av Claude Dufay 1958. Nycteola nigra ingår i släktet Nycteola och familjen trågspinnare. Inga underarter finns listade i Catalogue of Life.